# Норвезька рада у справах біженців
Норвезька рада у справах біженців (NRC) (норв. — Flyktninghjelpen) — неурядова норвезька гуманітарна організація, яка веде свою діяльність у 25 країнах світу, в тому числі і в Україні. Мета діяльності — захищати права людей, які постраждали від вимушеного переселення.

## Ключова інформація про NRC
NRC є політично незалежною організацією і не має релігійної приналежності. Також вона є єдиною норвезькою організацією, яка спеціалізується на наданні допомоги та захисту людям, які постраждали від вимушеного переселення.
В NRC працює 5000 співробітників у різних країнах Африки, Азії, Південної Америки та Близького Сходу.
Штаб-квартира NRC знаходиться в Осло, де працює 170 співробітників. Крім того, організація присутня в Брюсселі, Женеві, Аддіс-Абебі та Дубаї.
NRC була створена в 1946 році під назвою «Допомога в Європі», щоб допомогти біженцям в Європі після Другої світової війни. У 1953 році організація змінила свою назву на нинішню — Норвезька рада біженців (NRC).
NRC здійснює цілісний правовий підхід, який включає надзвичайну допомогу та швидке відновлення, та який спрямовано на підвищення стійкості та стабільності рішень щодо переміщення людей.

## Основні напрямки діяльності NRC
1. Забезпечення притулком, житлом, закладами освіти постраждалих від вимушеного переселення та створення інших необхідних форм громадської інфраструктури.
2. Розподіл продовольчої та непродовольчої допомоги.
3. Надання інформації, консультацій та правової допомоги (ICLA) з приводу майнових прав, громадянства та отримання статусу біженця.
4. Організація доступу до безпечної питної води, санітарії та об'єктів поводження з відходами.
5. Освітні програми для дітей та молоді.
6. Координація послуг у таборах біженців.

## NORCAP— Реєстр експертів для допомоги у надзвичайних ситуаціях
NORCAP є резервним реєстром, який експлуатується NRC і фінансується Міністерством закордонних справ Норвегії. NORCAP працює, щоб підсилити діяльність Організації Об'єднаних Націй, міжнародні механізми та діяльність національних урядів шляхом швидкого розгортання діяльності досвідченого у різних сферах персоналу. Реєстр складається з 650 чоловіків та жінок з Норвегії та країн Африки, Азії, Близького Сходу та Латинської Америки. З моменту свого створення в 1991 році експертами NORCAP було виконано понад 7500 місій у всьому світі.
Експерти NORCAP одними з перших прибувають на місце виникнення катастрофи та надають допомогу у широкому спектрі областей пов'язаних із усіма етапами кризи: продовольство, освіта, юриспруденція, управління проектами, притулки, логістика, захист дітей тощо.

## Видання
NRC видає журнал «Перспективи» (англ. — «Perspectives») чотири рази на рік. Це перший міжнародний журнал з іноземних питань, опублікований норвезькою неурядовою організацією, і зосереджений на гуманітарних аспектах міжнародної політики. Журнал продають у більш ніж 15 країнах світу.

## Діяльність NRC в Україні
В Україні NRC веде свою діяльність з листопада 2014 року.
Місія: задоволення потреб внутрішньо переміщених осіб і постраждалого від конфлікту населення, особливо вздовж лінії зіткнення, захист прав та відновлення економічної самодостатності людей, які постраждали від військового конфлікту в Луганській та Донецькій областях. На даний момент Представництво Норвезької ради в Україні веде свою діяльність тільки на підконтрольній уряду України території.
Головний офіс Представництва знаходиться в м. Київ. Проте 90 % штатного персоналу перебуває в м. Сєвєродонецьк. Ще дві команди працюють у центрах Представництва в смт Станиця Луганська та м. Курахове.
В Україні діяльність NRC включає три ключові програми:
1. Інформування, консультування і правова допомога. Для реалізації цієї програми:
  - створено три центри надання правової допомоги у м. Сєвєродонецьк, смт Станиця Луганська (Луганська обл.), у м. Краматорськ (Донецька обл.) та м. Курахове (Донецька область);
  - діють мобільні команди юристів;
  - співробітники NRC здійснюють домашні візити до людей похилого віку та людей з обмеженими можливостями;
  - працює гаряча лінія для отримання юридичної інформації;
  - проводяться науково-дослідницькі та адвокаційні заходи з правових питань щодо переміщених цивільних осіб та цивільних осіб, які постраждали від конфлікту.
2. Продовольча безпека та життєзабезпечення:
  - для громад, що проживають вздовж лінії зіткнення, полегшується доступ до місцевих ринків;
  - надання грошової допомоги на придбання продуктів харчування;
  - надання допомоги домашнім господарствам у відновленні інфраструктури;
  - надання сільськогосподарської допомоги для відновлення виробничих потужностей;
  - надання грантів на розвиток малого бізнесу для стимулювання відродження економіки;
  - підтримка професійних навчальних курсів;
  - створення громадських центрів для переміщених і приймаючих громад.
3. Житло і предмети побуту:
  - надання екстреного притулку, допомога у відновленні житла, капітальному ремонті та реконструкції будинків;
  - ремонт інфраструктури громад, а саме таких закладів, як лікарні, школи, дитячі будинки, будинки для людей похилого віку тощо;
  - підготовка життя мирних жителів до холодних зимових температур: забезпечення паливом та теплим одягом, утеплення житлових будинків.

Бюджет NRC у 2017 році для реалізації програм в Україні склав 51 мільйон норвезьких крон.
Донори:
- Міністерство закордонних справ Норвегії (NMFA)
- Агентство ООН у справах біженців (UNHCR)
- Управління гуманітарними проектами Європейського Союзу (ECHO)
- Шведське агентство з питань міжнародної співпраці та розвитку (SIDA)
- Всесвітня продовольча програма ООН (WFP)
- Ватикан.

Кількість міжнародних співробітників від NRC в Україні — 9
Кількість національних співробітників — 103